# Реколета (цвинтар, Асунсьйон)
Кладовище Реколета (ісп. Cementerio de la Recoleta) — національне кладовище, розташоване на авеню Маріскал Лопес, Реколета, Асунсьйон, Парагвай. На цвинтарі розташовані могили видатних діячів історії країни, включаючи президентів Парагваю. Кладовище відкрите для відвідування і займає площу близько 14 га.

## Історія
Кладовище розташоване на місці монастиря францисканців-реколетів, націоналізованого Хосе Гаспаром Родрігесом де Франсія, який призначив себе головою парагвайської церкви.
Його початок датується 20 жовтня 1842 року, датою заснування урядом Карлоса Антоніо Лопеса та консулом Маріано Роке Алонсо. Його створення було зумовлено відсутністю місця для поховання померлих. До цього останки ховали в церквах або на внутрішніх двориках будинків. Це був перший загальний громадський цвинтар у місті та країні.

## На кладовищі поховані
- Хосефіна Пла (1903—1999) — поетеса

### Президенти Парагваю
- Еміліо Асеваль (1853—1931)
- Хуан Гуальберто Гонсалес (1851—1912)
- Патрісіо Ескобар (1843—1912)
- Хуан Антоніо Ескурра (1959—1929)
- Ектор Карвальйо (1862—1934)
- Феліпе Молас Лопес (1901—1954)
- Іхініо Моріньїґо (1897—1983)
- Еміліано Гонсалес Наверо (1861—1934)
- Луїс Альберто Ріарт (1880—1953)
- Раймундо Ролон (1903—1981)
- Рафаель Франко (1896—1973)
- Федеріко Чавес (1882—1978)
- Едуардо Шерер (1873—1941)